# Lundaskog, Nyköpings kommun
Lundaskog är en bebyggelse kring en vägkorsning i Lunda socken i Nyköpings kommun. 
Lundaskog har fått sitt namn av att bebyggelsen ligger på Lunda sockens skogsmark, och växte fram i slutet av 1800-talet kring torpet Bäckatorp. En skola, affär och några andra bostadshus samlades kring vägkorsningen. Lundaskogs handelsbod och skola och övriga byggnader är bevarade i ursprungligt skick från den tid då bebyggelsen uppkom, skolan i en våning med kvist och snickarglädjedetaljer samt lärarbostad, lanthandel i två våningar med spröjsade fönster samt intilliggande bod samt ytterligare några bostadshus i närheten.